# 庫拉板塊

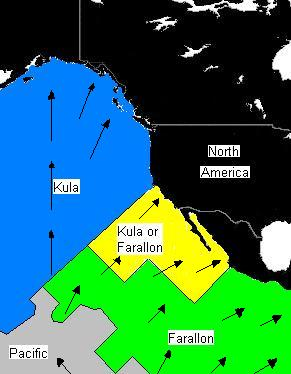
64–74百万年前的板块分布（黑色表示今日的陆地区域）

库拉板块是阿留申群岛尼尔群岛附近的北太平洋下的一个构造板块。它在阿留申海沟处俯冲至北美板块下，被太平洋板块取代。

“库拉”之名来自特林吉特语“全部消失”。如其名称所示，库拉板块约在4800万年前彻底隐没，如今只剩下白令海下地幔中的一块残片。有证据表明从库拉板块上脱落下的复活板块也发生了俯冲。

## 地质史
库拉板块在晚白垩世开始潜没至北美洲太平洋西北地区下，与今日的太平洋板块相仿，支撑着华盛顿州北部直至育空地区西南的大型火山弧系统，即所谓海岸山脉弧。

北部的库拉板块、西部的太平洋板块、东部的法拉龙板块间存在一个三叉汇接区。库拉板块以一个相当陡峭的角度潜没到北美洲板块下，因此加拿大落基山脉主要由推力沉积岩岩层组成，大陆构造隆升的贡献相对较小，而美国落基山脉的特点是在法拉龙板块的浅层俯冲作用下，大陆隆起显著。
约5500万年前，库拉板块开始了更加偏北的运动。骑在库拉板块之上的是由火成岩和沉积岩组成的环太平洋地层。它被刮下来贴在大陆坡上，形成今日的温哥华岛。
到约4000万年前，库拉板块的压力停止了。库拉板块的存在是由太平洋板块的地磁交替模式异常的向西弯曲中推断出来的。